# Willy Doenges
Willy Doenges (* 20. Dezember 1866 in Schaan; † 30. Mai 1932 in Dresden) war ein deutscher Kunsthistoriker, Journalist und Verleger.

## Leben
Willy Doenges absolvierte in Leipzig das Gymnasium und studierte ebenfalls in Leipzig Germanische Philologie, Philosophie und Kunstgeschichte. Von 1894 bis 1896 war er Herausgeber der Jugendschrift „Für die kleine Welt. Zeitschrift für Unterhaltung, Erziehung und Gesundheitspflege der Jugend“. Am 1. Januar 1896 wurde er Chefredakteur des Oelsnitzer Tageblattes. 1907 veröffentlichte Willy Doenges ein Standardwerk zur Geschichte des Meißner Porzellans.
Von 1901 bis am 6. September 1922 war er Hauptschriftleiter der „Sächsischen Staatszeitung“, die bis 1914 unter dem Titel „Dresdner Journal“ erschien. Auch war er für kurze Zeit in der Nachrichtenstelle der Sächsischen Staatskanzlei tätig. Doenges trug den Titel eines Hof- und Regierungsrates. Bis Dezember 1922 war er noch für die Landtags-Beilage der „Sächsischen Staatszeitung“ verantwortlich. 1923 trat er in den Ruhestand, blieb aber als Kunstkritiker weiterhin aktiv. Doenges begleitete das Dresdner Kunstgeschehen der damaligen Zeit mit zahlreichen Artikeln und Rezensionen in Fachzeitschriften und den Tageszeitungen von Dresden. Seine Beiträge waren teilweise mit dem Kürzel „ys“, den letzten Buchstaben seines Vor- und Nachnamens, signiert.

## Werke
- Dresden (Reihe: Stätten der Kultur; Bd. 14.) Buchkünstlerische Ausstattung unter Zuhilfenahme einer wertvollen Sammlung alter Dresdensia aus dem Besitze des Verfassers, Verlag Klinkhardt & Biermann, 1908.